# Africain (pâtisserie)
 (avril 2012).
Si vous disposez d'ouvrages ou d'articles de référence ou si vous connaissez des sites web de qualité traitant du thème abordé ici, merci de compléter l'article en donnant les références utiles à sa vérifiabilité et en les liant à la section « Notes et références ».

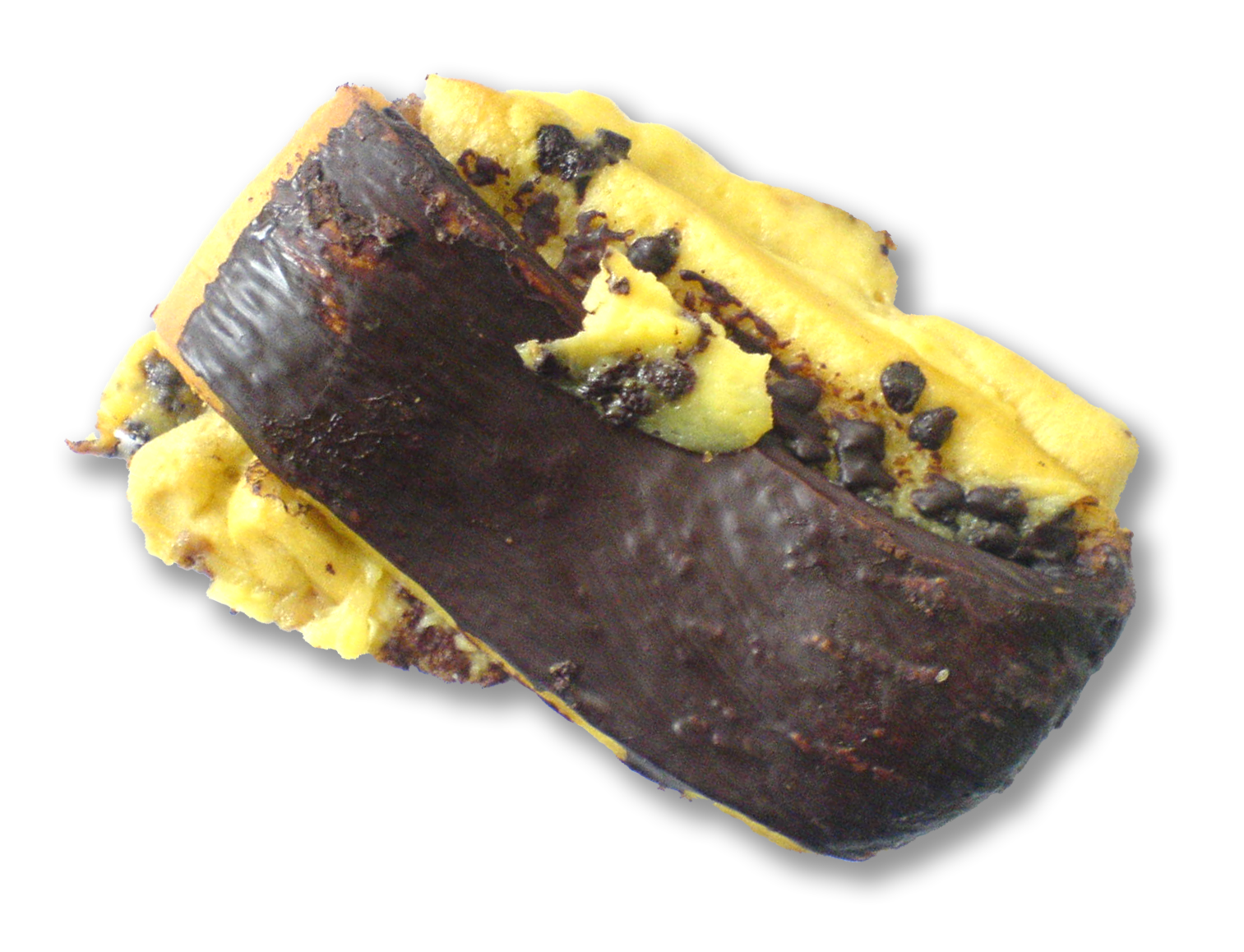
Un africain.

L’africain est une viennoiseries très répandue dans le nord de la France, notamment dans le Valenciennois et l’Amandinois.
Elle ressemble à un gros petit pain rempli de crème pâtissière garnie de pépites de chocolat et recouvert d’une couche de chocolat fondu.
Liste des noms connus de cette pâtisserie:
- Africain
- Crognognos
- Choco-chaud
- Pain Suisse

## Similarité et confusion avec le suisse
Bien que cette viennoiserie s'apparente au suisse ou drops, sa pâte et cuisson sont une déclinaison du pain au chocolat comme il est couramment préparé en France.
Comme pour la tête-de-nègre, cette viennoiserie tend à perdre son nom d'origine pour être nommée un suisse tout en gardant les spécificités locales de sa recette.